# Fédération sud-africaine d'athlétisme
La Fédération sud-africaine d'athlétisme (en anglais, Athletics South Africa ou ASA) est la fédération sportive compétente pour l'athlétisme en Afrique du Sud.
Elle relève de la zone Sud de la Confédération africaine d'athlétisme.